# Parauta
Parauta – gmina w Hiszpanii, w prowincji Malaga, w Andaluzji, o powierzchni 44,49 km². W 2011 roku gmina liczyła 242 mieszkańców.